# Parceiros da Aventura
Parceiros da Aventura é um filme brasileiro de gênero policial, dirigido José Medeiros, com roteiro de José Louzeiro a partir do argumento de João Felício dos Santos, lançado em 1980.  A atriz Isabel Ribeiro foi premiada com o Troféu Kikito de Melhor Atriz no Festival de Gramado, por sua atuação no filme.

## Elenco
- Isabel Ribeiro ...Ana Maria
- Milton Gonçalves ...Bené
- Procópio Mariano ...Erva Doce
- Catalina Bonaky ... Dona Iaiá Garcia
- Ana Madalena ...Lucinha
- Paulo Moura ... Maestro
- Marcus Vinicius... Vaselina
- Paulão ... Fumaça

### Participações
- Maria Zilda Bethlem ...Vizinha
- Isabella ...Funcionária pública
- Louise Cardoso ...Mãe de Lucinha
- Emmanuel Cavalcanti ...Motorista da greve
- Zózimo Bulbul ...Motorista da greve
- Rodolfo Arena ...Inspetor
- Camila Amado ...Prostituta
- Haroldo de Oliveira ...Suspeito n. 1
- Maurício do Valle ...Gerente da empresa de ônibus
- Reginaldo Faria ...Motorista da greve
- Wilson Grey ...Chefe da portaria
- Flávio Migliaccio ...Dono do Bar
- Lutero Luiz ...Motorista da greve
- Maria Alves ...Prostituta
- Stepan Nercessian ...Garçom do Bar
- Nildo Parente ...Dono da gravadora
- Luiz Armando Queiroz ...Dono do ferro velho
- Antônio Pompêo ...Vigia da garagem
- Luiz Carlos Lacerda ...Bicha da Lapa
- Jorge Coutinho ...Delegado
- Léa Bulcão ..Dona da pensão
- Célia Maracajá ...Prostituta

## Ligações Externas
- Parceiros da Aventura. no IMDb.